# Simpolend
Simpolend (v srbské cyrilici Симполенд) byl projekt jugoslávské společnosti Simpo v obci Vranjska Banja (dnes v Srbsku). na rozvoj města. Velkolepý projekt skončil krachem, soudními spory a torzem víceúčelových objektů po celém městě.

## Historie
V roce 1991 vypracovalo Centrum pro výzkum a projektování plán rozsáhlé přestavby a modernizace města. Stavební práce byly zahájeny v roce 1996. V roce 1997 nerealizovaný plán začal propagovat tehdejší ředitel společnosti Simpa a ministr jugoslávské vlády Dragomir Tomić. Očekávalo se, že projekt bude stát 70, později 100 a nakonec 180 milionů německých marek. Vzniknout měly hotely, restaurace a sportovní centra; vybudován měl být krytý bazén s minerální vodou. Některé objekty byly přece jen vybudovány (např. hotel Sofka) a jiné objekty byly předány společnosti Simpa, aby se staly součástí komplexu. Jiné nevznikly, nebo nebyly dokončeny. Proinvestováno bylo nakonec okolo 30 milionů dinárů. 